# Метелик (теорія графів)
У теорії графів граф «метелик» (а також  «краватка-метелик» або «пісковий годинник») — це планарний неорієнтований граф з 5 вершинами і 6 ребрами. Граф можна побудувати об'єднанням двох копій циклів C3 за однією спільною вершиною, а тому граф ізоморфний графу товаришування F2.
Метелик має діаметр 2 і обхват 3, радіус 1, хроматичне число 3, хроматичний індекс 4 і є як ейлеровим, так і графом одиничних відстаней. Граф є вершинно 1-зв'яним і реберно 2-зв'язним.
Існує тільки 3 простих графів з п'ятьма вершинами, що не мають граціозної розмітки. Один з них — метелик. Два інших — цикл C5 і повний граф K5.

## Графи, що не містять метеликів
Граф є вільним від метеликів, якщо він не має метелика породженим підграфом. Графи без трикутників є графами без метеликів, оскільки граф-метелик містить трикутники.
У вершинно k-зв'язному графі ребро називають k-стягувальним, якщо стягування ребра призводить до k-зв'язного графу. Андо, Канеко, Каварабаяші і Йошімото довели, що будь-який вершинно k-зв'язний граф без метеликів має k-стягувальне ребро.

## Алгебричні властивості
Повна група автоморфізмів графу-метелика є групою порядку 8, ізоморфною D4, групі симетрії квадрата, включно з обертанням і відображенням.
Характеристичним многочленом матриці графу-метелика є {\displaystyle -(x-1)(x+1)^{2}(x^{2}-x-4)}.